# Amegilla epaphrodita
Amegilla epaphrodita es una especie de abeja excavadora perteneciente al género Amegilla, categorizada en la tribu Anthophorini, de la subfamilia Apinae. Fue descrita científicamente por el entomólogo británico Stephen John Brooks en 1988.
El macho mide 17 mm de longitud, las alas anteriores 11,1 mm y el ancho de la cara 5,1 mm.

## Distribución
Se distribuye por Australia, en Territorio del Norte y en las Antillas Neerlandesas.